# Gideon Jan Verdam
Gideon Jan Verdam  (Mijdrecht, 2 december 1801 - Leiden, 29 oktober 1866) was een Nederlands wiskundige en hoogleraar wiskunde aan de Universiteit Leiden, en rector magnificus van de universiteit in 1852-1853.

## Levensloop

### Opleiding
Verdam, zoon van Adrianus Verdam en Elisabeth de Bije, werd geboren en groeide op in Mijdrecht, waar zijn vader werkte als notaris. Verdam had vanaf jonge leeftijd een bijzondere interesse in techniek en droogmakerij, en wilde worden opgeleid voor de genie bij de krijgsmacht.
Verdam begon de studie aan de Delftse Artillerie- en Genieschool, waar hij les kreeg van Jacob de Gelder. Toen Van Gelder in 1819 na conflicten was overgestapt naar de Universiteit Leiden, volgde Verdam hem en studeerde wiskunde en natuurkunde in Leiden. In 1825 promoveerde hij op een proefschrift over dijken, getiteld "over bedijking, derzelver afmetingen, aanleg en voorziening." Gedurende zijn studietijd had hij deelgenomen aan diverse nationale prijsvragen. Matthes (1866) verklaarde:
De prijsvragen betroffen de berekening van het verschil van lengte tussen twee plaatsen, waarvan het breedteverschil en de loxodroom gegeven zijn; de inhoudsvinding der regelmatige lichamen met behulp der vooraf bepaalde standhoeken; de theorie der maxima en minima met voorbeelden toe te lichten; de samenstelling en evenwichtsvoorwaarden van krachten in allerlei richting in de ruimte aangenomen, eindelijk de worp van een lichaam van de maan naar de aarde en de tijd gedurende welke het onder weg zou zijn.
Bij alle vier prijsvragen, uitgeschreven in Gent, Groningen, Utrecht en Leiden, won Verdam de eerste prijs, de zogenaamde gouden medaille.

### Lectoraat in Groningen
Na zijn promotie kreeg Verdam een opdracht van de Nederlandse regering om zich te verdiepen in de mechanische technologie bij de fabrieken van John Cockerill in Luik. Tegelijkertijd bezocht hij voor deze studiereis de textielfabrieken, spinnerijen en weverijen, in Oost- en West-Vlaanderen.
In 1927 werd hij aan de Rijksuniversiteit Groningen aangesteld als lector in de toegepast werktuigkunde, naast Sibrandus Stratingh die daar het onderwijs in chemische technologie verzorgde. Verdam bouwde daar een verzameling op van modellen van werktuigen, en experimenteerde met onderwijsmethoden om de materie op een eenvoudige en populaire wijze te presenteren.
Hij begon in deze tijd met het schrijven van een lesboek, dat tussen 1829 en 1837 in vier delen zou verschijnen onder de titel: Gronden der toegepaste werktuigkunst: of volledig zamenstel van theoretische en practische gronden, welke tot het behoorlijk inrigten en zamenstellen van alle werktuigen vereischt worden : ingerigt als een eenvoudig leerboek voor ongeoefenden, en tevens geschikt als handboek voor allen, die de werktuigkunst uitoefenen...
Aan de universiteit viel de belangstelling voor Verdams lessen in meet- en werktuigkunde echter zeer tegen. Een jaar voor het eerste deel van zijn boek werd gepubliceerd, was Verdam al teleurgesteld vertrokken uit Groningen.

### Schooldirecteur in 's-Gravenhage
In 1828 keerde Verdam terug naar Zuid-Holland, waar hij in Den Haag mededirecteur werd van een nieuwe middelbare beroepsopleiding. In 1830 werd Verdam ook aangesteld als inspecteur van de stoommachines in de Noordelijke provincies. In deze betrekking deed hij dienst tot begin 1846.
Verdams vierdelige Gronden der toegepaste werktuigkunst werd door Christian Heinrich Schmidt in het Duits vertaald en verscheen van 1834 tot 1838 onder de titel "Grundsätze der angewandten Werkzeugswissenschaft und Mechanik." Deze delen verschenen als de banden 66–71 in de serie Neuer Schauplatz der Künste und Handwerke.
De verdere ondertitel van dit werk noemt de vier delen van dit werk, en geeft een korte samenvatting. Er staat vermeld (bulletpoints extra toegevoegd):
... Inleiding bevattende de Allereerste gronden der wiskunst zoo verre dezelve tot verstand en toepassing van de gronden der werktuigkunst noodig zijn ;... 
- Eerste deel, inhoudende de algemeene gronden der mechanica; de theorie en practijk der eenvoudige werktuigen, benevens de gronden en regels, om de sterkte en afmetingen der deelen van werktuigen te bepalen ;... 
- Tweede deel, inhoudende de gronden tot het aanwenden van raderwerken en tot het maken van werktuigkunstige zamenvoegingen bij het inrigten en zamenstellen van werktuigen ;...
- Derde deel. Beschouwing der uitwerkingen van dalende gewigten en van onspannen wordende veren, om beweging mede te deelen; aanwijzing der vermogens van menschen en dieren, op werktuigen uitgeoefend; ontwikkeling der voornaamste gronden van het evenwigt en der beweging van vochten en van veerkrachtige vloeistoffen enz. ; ...
- Vierde deel, over de stoomwerktuigen.

In het begin van de jaren 1830 schreef Verdam ook het vierdelige Volledige verhandeling over de stoomwerktuigen, uitgegeven door Boekeren. Dit werk verscheen in 1839 ook in het Duits, wederom vertaald door Schmidt, getiteld Die Grundsätze nach welchen alle Arten von Dampfmaschinen zu beurtheilen und zu erbauen sind ein populäres Hand- und Lehrbuch für Maschinenbaumeister, Fabrikbesitzer und Gewerbsschulen.

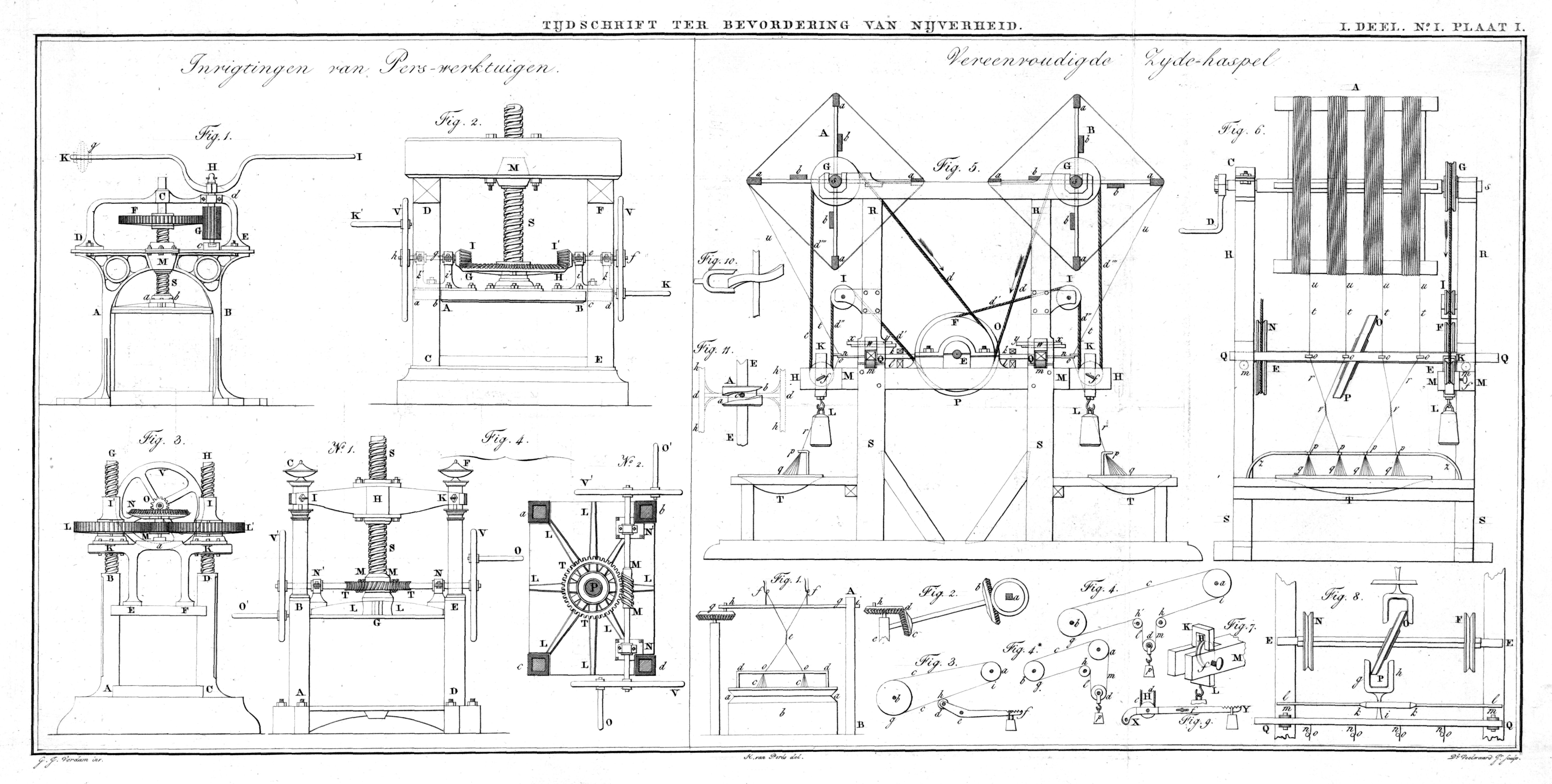
Technisch figuren van persen en zijdehaspels naar ontwerp van G.J. Verdam in Tijdschrift ter bevordering van Nijverheid, 1832-1852.

Op aandringen van Jacob de Gelder startte De Huishoudelijke Maatschappij een speciaal tijdschrift voor nijverheid en de landbouw, getiteld Tijdschrift ter bevordering van Nijverheid. Verdam werd een van de redacteuren naast Anthony Hendrik van der Boon Mesch, Gerard Wttewaall van Wickenburg en de apotheker F. van Catz Smallenburg. Het eerste deel verscheen in 1832.

### Hoogleraar in Leiden
Op 13 augustus 1839 werd Verdam benoemd tot buitengewoon hoogleraar aan de Universiteit Leiden naast Jacob de Gelder. Hij hield een inaugurele rede met de titel het groote aandeel dat aan de gezette nasporingen en schoone ontdekkingen der latere wiskundigen toekwam in de vorderingen en verbetering der Industrie. In 1845 volgde een aanstelling als gewoon hoogleraar en in het studiejaar 1852-1853 nam hij het rectoraat van de universiteit op zich.
Eind jaren 1840 begeleidde Verdam de marineofficier P.M. Brutel de la Rivière bij de vertaling van het boek gepubliceerd in 1852 als "Kort begrip der werktuigkunde."
In 1851 was Verdam gekozen tot lid van de Koninklijke Nederlandse Akademie van Wetenschappen, en in 1853 tot lid van het Koninklijk Wiskundig Genootschap. Vernam was verder onderscheiden als Ridder in de Orde van de Nederlandse Leeuw. Hij was lid van de Hollandsche Maatschappij der Wetenschappen te Haarlem, lid consultant van de Bataafs Genootschap voor Proefondervindelijke Wijsbegeerte te Rotterdam, corresponderend lid van de Koninklijke Natuurkundige Vereniging in Nederlands-Indië, en buitenlands lid van de Koninklijke Boheemsche Academie van Wetenschappen te Praag.

### Personalia
Verdam trouwde in 1833 in Leiden Johanna Frederika Jacoba Hagen (1806-1871), en ze kregen twee zoons en een dochter. Hun beide zoons stierven op jonge leeftijd. Hun dochter Pauline Adriana Verdam (1837-1867) trouwde in 1857 met de astronoom Jean Abraham Chrétien Oudemans.

## Waardering
In de Delftsche Akademie en de Polytechnische School (1880) erkende de nestor van de Nederlandse werktuigbouwkunde, Adrian Huet, het belang van Verdams werk, maar tegelijkertijd de nog geringe maatschappelijke impact halverwege de 19e eeuw. Hij schreef:
Aan ons vaderland komt de eer toe, een der beste werken op het gebied der toegepaste werktuigkunde in het licht te hebben gegeven in een tijd, toen de literatuur in dit vak nog zeer beperkt was. bedoelen het groote werk van wijlen Dr. G. J. Verdam, dat ook buiten onze grenzen gunstig bekend is geworden en waarvan een Duitse vertaling het licht heeft gezien.
Moge ook dit werk al sedert jaren niet meer op de hoogte van den tijd zijn, het zal toch zijn schrijver steeds in ere doen herdenken en voor de geschiedenis van het vak van hoge waarde blijven. Sedert die tijd is op dit gebied in onze taal geen enkel oorspronkelijk werk van soortgelijke omvang verschenen. En van regeeringswege is ook, na de opheffing van het ministerieel departement van nijverheid, gedurende tal van jaren weinig of niets gedaan voor de bevordering van de studie der werktuigkunde in ons vaderland.
Huet gaat verder nog specifiek in hoe de werktuigbouw aan de Koninklijke Akademie te Delft (1842-1863) eigenlijk niet van de grond kwam:
In het programma van het onderwijs, aan de voormalige Koninklijke Akademie ter opleiding van Burgerlijke Ingenieurs enz. te Delft, was voor het derde jaar aangewezen de practische werktuigkunde en, voor het vierde of laatste jaar, de werktuigkunde als vervolg van het voorgaande.
Zoals men weet, was deze Akademie een inrichting, die wel van rijkswege was opgericht, maar niet van rijkswege werd onderhouden en bijna geheel uit eigen middelen in haar uitgaven voorzag. Geen wonder dus, dat het onderwijs in enkele vakken, waaronder de werktuigbouwkunde, stiefmoederlijk bedeeld was. De eigenlijke werktuigbouwkunde is aan de Delftsche Akademie nooit onderwezen. Voor zoover de beschikbare leerkrachten dit toelieten, werd in de behoefte aan algemeen werktuigkundig onderwijs voorzien en zoo werd door wijlen Dr. Gerrit Simons in het vierde studiejaar het stoomwerktuig behandeld, hoofdzakelijk naar aanleiding van de grote bemalingswerkzaamheden van het Haarlemmermeer...
Het zou tot het eind van de 19e eeuw duren, voor de werktuigbouwkunde tot een van de voornaamste studievakken werd aan de Polytechnische Hogeschool. Een recent artikel van studie van Rekers & T. Koetsier (2007) bevestigd, dat Verdams "Gronden' ongetwijfeld het belangrijkste Nederlandse werk op het gebied van de werktuigbouwkunde in de eerste helft van de 19e eeuw. Zij stellen:
In the “Gronden” he tried to really unify theory and practice. Therefore we see it as a textbook in which steps were taken towards a new machine science as it was later developed by the Germans Redtenbacher and Reuleaux, and also by Robert Willis in Britain. Because to Verdam, the French works of Hachette and Dupin remained too theoretical and the British works of Farey and Tredgold provided practically applicable rules without using much theory, Verdam intended to combine theoretical methods and practical rules in one textbook, in an attempt to eradicate the distinction that existed between theory and practice.
De vrijwel onmiddellijke vertaling van Verdams werk toentertijd in het Duits, bewijst het succes van Verdams aanpak.

## Publicaties
- De superficierum regularium angulis et soliditate. Groningen 1823
- Data duorum locorum differentia latitudinis et linea loxodromica, invenire differentiam longitudinis eorundem. Gent 1823, (Online)
- De Theoria maximis et minimis explicetur et variis exemplis. Leiden 1824 (Online)
- De vi qua corpus e Luna sit projiciendum in tellurem. Leiden 1825
- Diss. phil. in qua ratione mathematica et physica quaeruur de mensura, constructione et munitione aggerum terrarum ad lacus, fluvios et mare ab aquis humioribus arcenda. Leiden 1825
- Gronden der toegepaste werktuigkunst. 1829-1837, 4. delen. (deel 2 online) In het Duits vertaald door Christian Heinrich Schmidt in 1834-1838.[5]
- Volledige verhandeling over de stoomwerktuigen, Van Boekeren, 1832.
- Summarium der Geometrie en der regtlijnige Trigonometrie. Leiden 1844, 1850, 1858
- Summarium der Sphaerische Trigonometrie. Leiden. 1844.
- Handleiding tot de kennis van eenige gronden en beschouwingen, noodig tot verstand der toepassingen van de Sphaerische Trigonometrie op de mathematische Geographie en op de Sphaerische Astronomie. Leiden. 1844, 1856
- Summarium der beginselen, beschouwingen en voorschriften ontleend aan de redeneerkunde en welker kennis noodzakelijk is voor het verstand en het gebruik der wiskundige methode. Leiden. 1848, 1850 (Online), 1857
- J. de Gelder, Beginselen der differentiaal-Integraal en variatierekening. Den Haag 1856
- Verhandeling over de methode der kleinste quadraten. Groningen 1850, 1852,
- Oratio Rectoralis de recta pertractandi et veri investigandi ratione systematica mathematicis neglecta, diligentissimo studio disciplinas mathematicas perficientibus earumque ambitus anplificantibus. Leiden 1853, (Online)
- Handboek der Sphaerische Trigonometrie. Leiden. 1866.

Over G.J. Verdam
- A.J. van der Aa (red.), "G.J. Verdam", in: Biographisch woordenboek der Nederlanden. Deel 19 (1876)
- David Bierens de Haan. Schets van het leven en werken van Gideon Jan Verdam, 1869.
- Adrian Huët, "Dr. G.J. Verdam en dr. G. Simons", in: De Delftsche Akademie en de Polytechnische School. Verspreide schetsen en studiën, Purmerend 1880, 66.
- Carel Joannes Matthes. "Levensbericht G.J. Verdam", In: KNAW Jaarboek, 1866, Amsterdam, pp. 56–66
- W. Rekers & T. Koetsier. "On the Teaching of Mechanical Engineering in The Netherlands in the early nineteenth century: The work of G.J. Verdam (1802–1866)", in: 12th IFToMM World Congress, Besançon, June 18-21, 2007. 2007, p. 1-6.[dode link]